# Zal 't gaan, ja?
Zal 't gaan, ja? is het eerste album van de stripreeks F.C. De Kampioenen, getekend door Hec Leemans. De titel van het album is afkomstig van de uitspraak van DDT, of Dimitri De Tremmerie, vertolkt door Jacques Vermeire in de televisieserie. De strip is uitgegeven in 1997 door Standaard Uitgeverij. Een tweede druk verscheen in januari 2005.

## Het verhaal
Balthazar Boma pronkt met zijn nieuwe sportwagen bij De Kampioenen, het is een gloednieuwe BMW, hij kan Pascale overtuigen mee een ritje te maken waarbij ze zonder benzine vallen en DDT hun komt depaneren. DDT zal de rest van het verhaal proberen een sleepkost aan Boma aan te rekenen. Boma is ook wat bevreesd en voelt zich onveilig nadat in de fabriek twee palletten met worsten gestolen werden. Carmen stelt - zeer tegen de zin van hemzelf - voor Xavier 's nachts te laten waken. Terwijl Boma met een afspraakje, zijn "poepeke", gaat eten bij "Comme chez Jean-Pol" begint Xavier aan zijn eerste wacht in de villa en de fabriek. Hij stort zich evenwel iets te enthousiast op de dagschotels in de koelkast van Boma en in plaats van te waken belandt hij al vrij snel in het bed van Boma waar hij zijn roes begint uit te slapen. Bieke en Markske verstopten zich diezelfde nacht net vlak bij Boma's woning 's nachts om Boma te betrappen op overspel, en met foto's een bewijs daarvan te leveren aan haar moeder. Bieke slaagt erin een foto te nemen, maar Mark is laat met het filmrolletje naar de fotograaf te brengen voor ontwikkeling en Bieke kon op het moment van de foto zelf niet zien wie of wat ze trok. Xavier wordt doordat hij dit allemaal niet voorkwam en in bed lag, ontslagen. 
De volgende dag gaat Boma met Pascale naar "Comme chez Jean-Pol" waar ze een goed woordje gaat doen voor Xavier. Boma geeft toe in de hoop Pascale zo goedgezind te maken. Wanneer hij thuis komt merkt hij dat er terug een inbraak is geweest, en krijgt Carmen te horen dat Xavier opnieuw mag beginnen. Om hem alert en wakker te houden heeft Carmen Xavier gehypnotiseerd voor hij op nachtronde vertrok. Maar dat loopt helemaal verkeerd, Xavier begint zelf te stelen en deponeert de buit bij Carmen en hem thuis en bij DDT. Hij steelt zelfs een tank in de kazerne en rijdt daarmee over de nieuwe BMW van de voorzitter en in de gevel van de garage van DDT. Gelukkig brengt een voetbal die op zijn hoofd belandt hem terug uit hypnose.
Tijdens de volgende voetbalmatch van De Kampioenen wordt duidelijk wie de oorspronkelijke dieven zijn, ontevreden klanten die allemaal ziek werden van worsten van Boma. Boma's afspraak, "poepeke" blijkt de aanvoerster te zijn en de gestolen worsten uit de fabriek worden door de demonstranten allemaal als projectielen gebruikt. Boma hoopt dat de politiecommissaris zal ingrijpen maar die is de ziekte van heel het corps na het eten van Boma worst op de barbecue van de politie niet vergeten en stelt de actie te steunen. Hij verklapt ook dat de leidster van het protest zijn eigen dochter is. Het verhaal eindigt in het café waar Bieke met de ontwikkelde foto's toekomt, ze durfde zelf niet eens te kijken, maar is er zeker van het bewijs van Boma's ontrouw mee te hebben. De enige foto die Bieke evenwel kon nemen is er eentje wanneer Boma Xavier in zijn bed vond.

## Hoofdpersonages
- Balthasar Boma
- Bieke Crucke
- Pascale De Backer
- Dimitri De Tremmerie
- Pol De Tremmerie
- Doortje Van Hoeck
- Marc Vertongen
- Carmen Waterslaeghers
- Xavier Waterslaeghers

## Gastpersonages
- "poepeke", de dochter van de politiecommissaris
- Politiecommissaris

Zal 't gaan, ja? · Mijn gedacht! · Buziness is buziness · Vliegende dagschotels · 't Is niet waar, hé? · De dubbele dino's · Kampioen zijn is plezant! · Kampioenen op verplaatsing · Tournee Zénérale · De ontsnapping van Sinterklaas · Xavier in de puree · Het sehks-schandaal · De kampioenen maken een film · Oma Boma · De huilende hooligan · Bij Sjoeke en Sjoeke · Het geval Pascale · De simpele duif · Supermarkske · Supermarkske slaat terug · Kampioenen aan zee · Boma in de coma · De dader heeft het gedaan · De wereldkampioenen · Sergeant Carmen · Het spiedende oog · Vertongen en zoon · Man, man, man! · Stem voor mij! · Gebakken lucht · Kampioenen op wielen · De zeep-serie · Kampioenen in Afrika · Supermarkske op de bres · Agent Vertongen · De trouwpartij · Kampioenen op latten · Buffalo Boma · De vliegende reporter · De groene zwaan · Xavier gaat vreemd · De lastige kampioentjes · Boma in de wellness · De antieke antiquair · Alle hens aan dek  · Supermarkske op het slechte pad  · De schat van de Macboma's · De Jobhopper · De Kampioenen in het circus · 50 Kaarsjes... · Baby Vertongen · De nies van de neus · Don Padre Padrone · De rally van tante Eulalie · Paulientje op de dool · Miss Moeial · Carmen in het nieuw · Het geheim van de kampioentjes · De Afronaut · De erfenis van Maurice · De Kampioenen maken ambras · Oma Boma trainer · DDT doet weer mee · 20 jaar later · De Kampioenen in Pampanero · Kampioentjes verliefd · Supermarkske is weer fit · De pil van Pol · Vertongen Vampier · Fernand gaat trouwen · De verdwenen kampioenen · Xaverius De Grote · Komen vreten · Dolle Door · Hello poepa · De vinnige voetballer · Vijftig tinten paarsblauw · Dokter Jekyll en mister Vertongen · De kampioenen van de filmset · De Kampioentjes en het spookkasteel · De Kampioenen in Rio · Boma op de klippen · Op zoek naar Neroke · Supermarkske bakt ze bruin · De Corsicaanse connectie · De lotto-kampioen · DDT op het witte doek · De geniale djinn · Paniek in de Pussycat · De kampioentjes maken het bont · De malle mascotte · De pakjesoorlog · Supermarkske is weer proper · De tandartsassistente · Maurice de zwijger · Pol en Doortje gaan scheiden · Allemaal cinema! · Boma burgemeester · De nieuwe kolonel · Alles loopt in het honderd · De bucketlist van Xavier · Bibi Carmen · De kampioentjes en de kroonprins · Vrouwen aan de macht · Patatten en saucissen · De bronzen beker · Supermarkske en de 7 dwergen · De Kampioenen trappen door · De grimas van een paljas · De verjaardagstaart · Kampioenen aan het front · Boma in de val · Terug naar Splotsj · Ginette · Gespuis in huis · De knecht van tante Eulalie · De bal is rond · De strijd der titanen